# Weißes Beil
Weißes Beil är ett berg i Österrike. Det ligger i distriktet Lienz och förbundslandet Tyrolen, i den centrala delen av landet. Toppen på Weißes Beil är 27 676 meter över havet.
Den högsta punkten i närheten är Seespitze, 3 021 meter över havet, 2,3 km nordväst om Weißes Beil.
Trakten runt Weißes Beil består i huvudsak av kala bergstoppar.